# 潘塔爾島

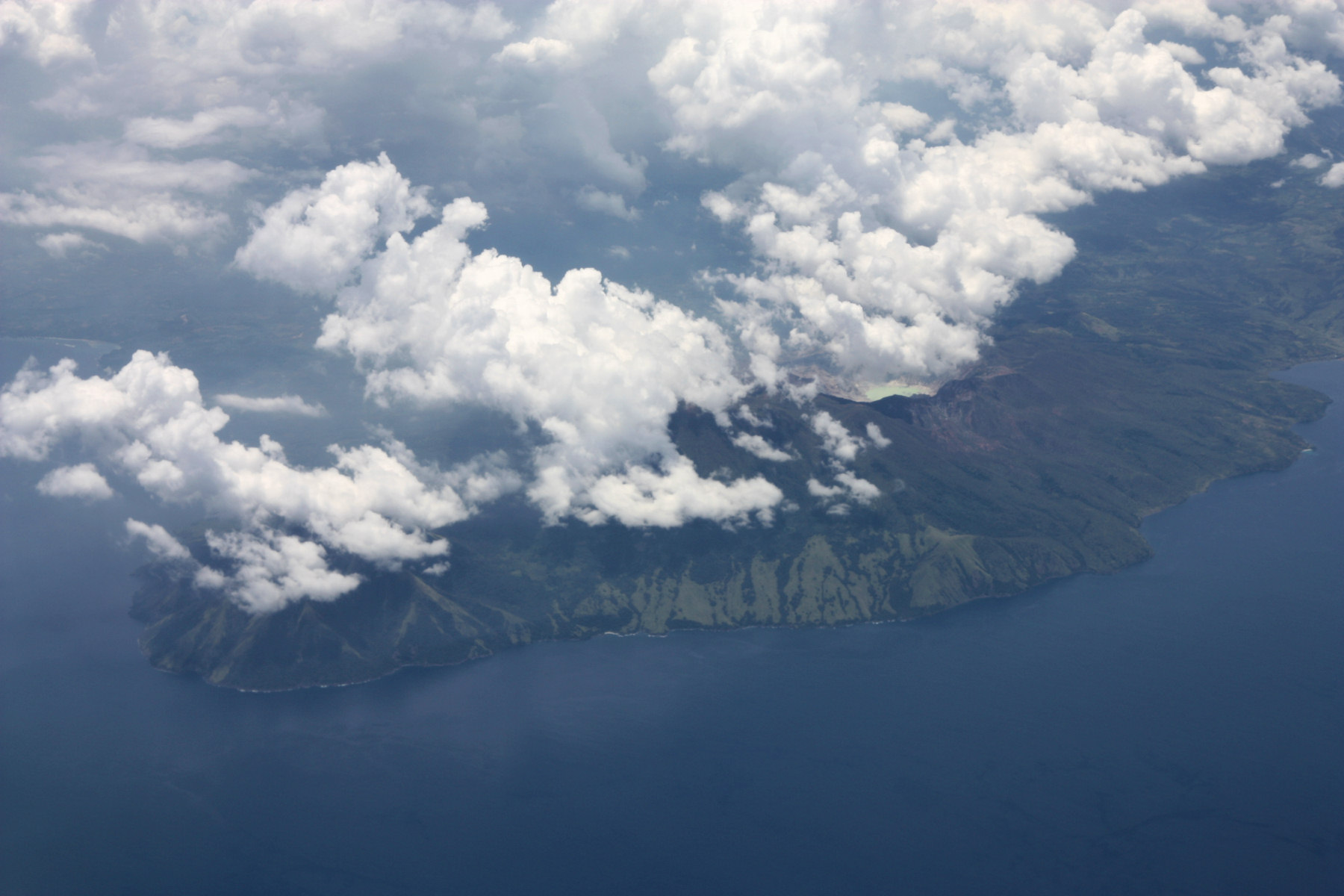
島瞰潘塔爾島

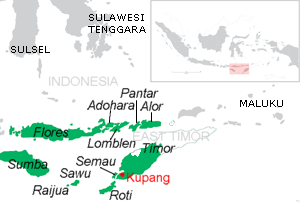
東努沙登加拉省地圖

潘塔爾島是印度尼西亞的小島，是阿洛群島第二大島嶼，南北端和東西端各相距50公里和11至29公里，面積728平方公里，東面是阿洛島，西臨阿洛海峽，南面有翁拜海峽和帝汶島，北接班達海。居民多數從事自給農業和捕魚業，常見的農作物有稻米、玉米和木薯。

## 外部連結
- Regency of Alor Website （页面存档备份，存于）